# Peter Heine (Cricketspieler)
Peter Samuel Heine (* 28. Juni 1928 in Winterton, Südafrikanische Union; † 4. Februar 2005 in Pretoria, Südafrika) war ein südafrikanischer Cricketspieler, der zwischen 1955 und 1962 für die südafrikanische Nationalmannschaft spielte.

## Kindheit und Ausbildung
Heine hatte mit Bobbie Heine eine Schwester die Tennis spielte. Heine begann mit 19 Jahren Cricket zu spielen, als er als Feuerwehrmann in Pietermaritzburg arbeitete und damit begann für die Mannschaft der örtlichen Feuerwehr zu spielen.

## Aktive Karriere
Sein First-Class-Cebüt gab er in der Saison 1951/52 und spielte in der Folge für Orange Free State. Sein Test-Debüt erfolgte bei der Tour in England im Juni 1955. Dort gelangen ihm im ersten Spiel 5 Wickets für 60 Runs, bevor er in der zweiten Begegnung insgesamt acht Wickets (3/71 & 5/86) erreichte. Im weiteren Verlauf der Serie konnte er im vierten Spiel vier Wickets (4/70) beisteuern.  Dabei spielte er im Angriff vor allem zusammen mit Neil Adcock und zeichnete sich vor allem durch seine Aggressivität aus. Später wechselte er dann zu Transvaal, wo auch Adcock spielte. Im Dezember 1956 kam England nach Südafrika. Hier begann er mit drei Wickets (3/41) im ersten Test und konnte im abschließenden fünften Test 4 Wickets für 22 Runs beisteuern. Im Jahr darauf folgte eine Tour gegen Australien. Hier erzielte er im ersten Test 6 Wickets für 58 Runs und im vierten Test mit 6 Wickets für 96 Runs erneut sechs Wickets. Im fünften Spiel der Serie kamen dann noch einmal drei Wickets (3/68) hinzu. Seinen letzten Einsatz im Nationalteam hatte er im Februar 1962 im vierten Test gegen Neuseeland. Seine First-Class-Karriere endete dann in der Saison 1964/65.

## Nach der aktiven Karriere
Im Februar 2005 verstarb Heine im Alter von 76 Jahren.